# Qiao Xing
Qiao Xing (侨兴) ist ein chinesischer Telefonhersteller und der erste chinesische Telefonhersteller im NASDAQ. 
Unter den Marken CECT und COSUN vertreibt Qiao Xing Mobiltelefone und gehört zu den Marktführern in China.

## CECT

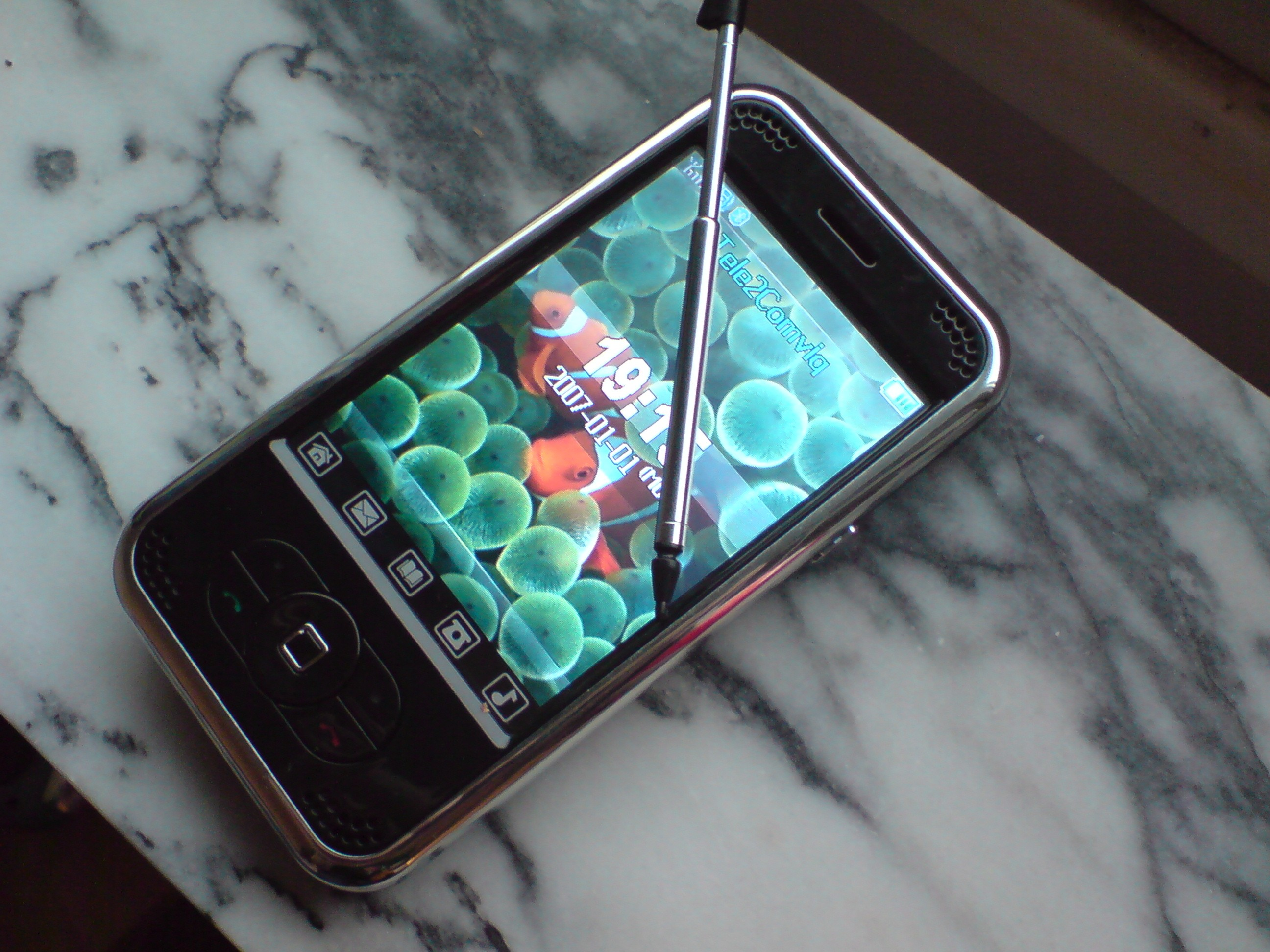
CECT P168 Mobiltelefon

CECT stellt unter anderem das CECT P168 und das cect i9 her. Dabei handelt es sich um  Mobiltelefone mit Touchscreen, die an das Design und die Benutzeroberfläche des iPhones angelehnt sind.
Andere CECT-Mobiltelefone sind zum Beispiel das CECT 599, ähnlich dem LG Prada, das CECT N95 (Plagiat des Nokia N95), das CECT KA09 ähnlich dem Nokia 5228 und diverse Uhren Mobiltelefon (Armbanduhr mit integriertem Mobiltelefon, Bluetooth, Touchscreen und Kamera).
Viele Mobiltelefone besitzen die Dual-SIM-Funktion.